# Lampyris spinifer
Lampyris spinifer is een keversoort uit de familie glimwormen (Lampyridae). De wetenschappelijke naam van de soort is voor het eerst geldig gepubliceerd in 1923 door Pic.